# Jacques Matin
Jacobus of Jacques Matin (Brugge, 1 oktober 1667 – Mechelen, 29 juli 1737) was een Zuid-Nederlands jezuïet en theoloog.

## Levensloop
Matin werd jezuïet in 1684. Hij deed studies in de godgeleerdheid en doceerde de materie in Antwerpen en in Leuven.
Hij was verder:
- provinciaal van de orde in de Zuidelijke Nederlanden (1714-1718),
- rector in Mechelen (1728-1732, 1735, 1737),
- rector in Gent (1732-1735).

Hij was de promotor van heel wat theologische theses, waarvan de lijst werd bijgehouden bij de publicaties gedaan door jezuïeten.

## Publicatie
- Ordo domesticus Magistrorum provinciae Flandro-Belgicae Societatis Jesu, Antwerpen, J.-P. Robyns, 1715.